# Polyarthra
Polyarthra ist eine Gattung aus dem Stamm der Rädertierchen (Rotatoria).

## Beschreibung
Die Tiere werden je nach Art 80 bis 180 µm groß. Sie sind wie die Asplanchnen fußlos. Sie leben planktisch, und am Körper befinden sich vier Bündel von jeweils drei Rumpfflossen. Die Tiere besitzen ein dunkelrotes Gehirnauge.

## Arten
- Polyarthra bicerca
- Polyarthra dissimulans
- Polyarthra dolichoptera
- Polyarthra euryptera
- Polyarthra longiremis
- Polyarthra luminosa
- Polyarthra major
- Polyarthra minor
- Polyarthra remata
- Polyarthra vulgaris